# Анегада
Анегада (англ. Anegada) — самый северный из Виргинских островов и самый северный из Малых Антильских островов.

## География
Площадь Анегады — 38 км², это единственный населённый остров кораллового происхождения в Британской части архипелага, поэтому в отличие от остальных островов он более плоский (до 8 м). На острове присутствуют солёные водоёмы (некоторые под Рамсарской защитой).
На острове сохранилась виргинская циклура (Cyclura pinguis), ранее обитавшая на Пуэрто-Рико и соседних островах. Кроме того, можно встретить несколько видов черепах. Воды вокруг острова богаты рыбой, карибскими лобстерами (Metanephrops binghami) и стромбусами. На острове присутствуют и завезенные человеком, но одичавшие домашние животные (козлы, овцы, ослы).

## История
Ранее остров был популярен среди пиратов, у острова сохранили остатки около 200 затонувших кораблей.

## Население
Население — до 300 человек. Большинство из жителей проживают в единственном постоянном поселении острова — Сеттльмент.

## Экономика
Основа экономики — туризм. Кроме километровых белоснежных пляжей, посетителей привлекает 29-километровый риф, крупнейший в Карибском регионе и третий-четвёртый в мире. Анегада популярна среди любителей дайвинга.